# João Varella
João Varella (Guaíba, 27 de janeiro de 1985), é jornalista, livreiro, apresentador e editor brasileiro da editora Lote 42. 

## Biografia
Varella fundou a editora Lote 42, livraria Banca Tatuí e Feira Miolo(s). Em razão dessas iniciativas, foi um dos vencedores da primeira edição do prêmio Jovens Talentos da Indústria do Livro, outorgado em 2015 pelo PublishNews.  
Escreveu os livros Me tirar da solidão (Editora Barbante, 2022), Videogame Pandemia (Editora Elefante, 2021), Games: cultura, arte e joystick (Edições Sesc, 2021), Videogame, a Evolução da Arte (Lote 42, 2020) e A Agenda (Novo Conceito, 2013). É coautor dos livros 42 Haicais e 7 Ilustrações (Lote 42, 2014), com o ilustrador FP Rodrigues, e Curitibocas: Diálogos Urbanos (Coração Brasil, 2007), com Cecilia Arbolave.
É formado em jornalismo pela PUCPR. Colaborou em veículos de comunicação como Folha de S.Paulo, UOL, Elástica, IstoÉ Dinheiro, entre outros.  
Apresenta o documentário12 Moedas (HBO Brasil, 2020) e o podcast Papo Tatuí.

## Prêmios e reconhecimento
Foi um dos vencedores da primeira edição do prêmio Jovens Talentos da Indústria do Livro, outorgado pelo PublishNews, em 2015. Em 2012, Varella ganhou o 2º lugar no prêmio Sebrae de Jornalismo, na categoria reportagem web, com uma matéria sobre venda de cerveja pelo Twitter. Foi vencedor do prêmio Proyectando Valores 2006, outorgado pela Câmara Argentina de Anunciantes, CAA, para os melhores ensaios científicos. 